# Dinglehoofer und His Dog

Dinglehoofer und His Dog (« Dinglehoofer et son chien ») est une série de bande dessinée humoristique créée par l'Américain Harold Knerr et diffusée du 16 mai 1926 au 3 février 1952 par King Features Syndicate en accompagnement de la planche dominicale de Pim, Pam et Poum. Durant ses dix premières années d'existence, elle était titrée Dinglehoofer und His Dog Adolph.
Dinglehoofer est sympathique vieux garçon d'origine allemande, qui vit de petites aventures du quotidien avec son bouledogue jaune Adolph et, à partir de 1934, son filleul Tadpole Doogan, dit Taddy. En 1936, la montée en puissance d'Adolph Hitler conduit au remplacement d'Adolph par un basset nommé Schnappsy. Au décès de Knerr en 1949, son assistant Doc Winner poursuit la série durant trois années.
Dinglehoofer a été publiée en français sous le nom Les Durondib et leur chien Adolphe dans Le Journal de Mickey en 1935-1936 et en 1952-1953 et dans Hop-là ! de 1938 à 1940. La série n'a pas été rééditée depuis.